# Copa Federació kuwaitiana de futbol
La Copa Federació kuwaitiana de futbol és una competició de futbol a Kuwait organitzada per la Kuwait Football Association.

## Historial
Font:
- 1969-70: Al-Arabi SC
- 1970-71: no es disputà
- 1971-72: no es disputà
- 1972-73: no es disputà
- 1973-74: Al-Fahaheel
- 1974-75: Khaitan SC
- 1975-76: no es disputà
- 1976-77: no es disputà
- 1977-78: Kuwait SC
- 1979-1990: no es disputà
- 1991-92: Kuwait SC
- 1995-96: Al-Arabi SC
- 1996-97: Al-Arabi SC
- 1997-98: no es disputà
- 1998-99: Al-Arabi SC
- 1999-00: Al-Arabi SC
- 2001-02: no es disputà
- 2002-03: Al-Yarmouk SC

| Any     | Campió                  | Resultat                | Finalista               | Estadi                      |
| ------- | ----------------------- | ----------------------- | ----------------------- | --------------------------- |
| 2007-08 | Al Qadsia               | 1–1 (4-3 penalties)     | Al Kuwait               |                             |
| 2008-09 | Al Qadsia               | 1–0                     | Kazma                   |                             |
| 2009-10 | Al Kuwait               | 0–0 (7-6 pen)           | Al Arabi                | Mohammed Al-Hamad Stadium   |
| 2010-11 | Al Qadsia               | 2–0                     | Al Naser                | Mohammed Al-Hamad Stadium   |
| 2011-12 | Al Kuwait               | 4–3                     | Kazma                   | Sabah Al-Salem Stadium      |
| 2012-13 | Al Qadsia               | Lligueta                |                         |                             |
| 2013-14 | Al-Arabi                | 2–2 (4-2 pen)           | Al-Salmiya              | Mohammed Al-Hamad Stadium   |
| 2014-15 | Al Kuwait               | 1–0                     | Khaitan                 | Ali Sabah Al-Salem Stadium  |
| 2015-16 | Kazma SC                | 2–1                     | Al Kuwait               | Al-Sadaqua Walsalam Stadium |
| 2016-17 | no es disputà           | no es disputà           | no es disputà           | no es disputà               |
| 2017-18 | Kazma SC                | 3-3 (4-2 pen)           | Al-Shabab SC            | Mishref Stadium             |
| 2018-19 | Qadsia SC               | 1-1 (6-5 pen)           | Al-Shabab SC            | Mishref Stadium             |
| 2019-20 | Cancel·lat pel COVID-19 | Cancel·lat pel COVID-19 | Cancel·lat pel COVID-19 | Cancel·lat pel COVID-19     |